# Adlergrund

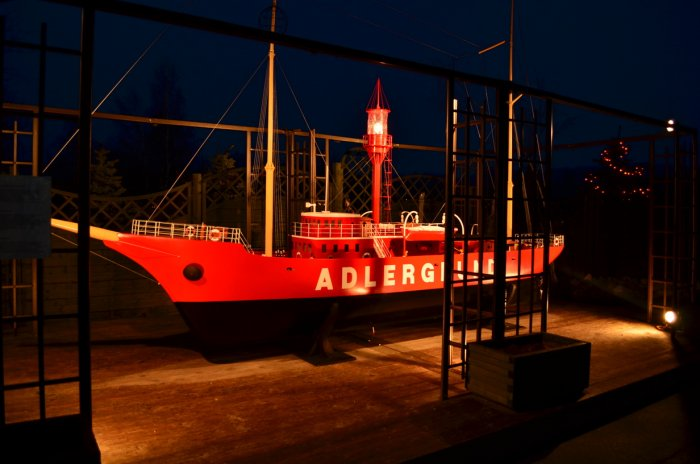
Model w Parku Miniatur Latarni Morskich w Niechorzu

Adlergrund – nazwa dwóch latarniowców pełniących służbę na Ławicy Orlej (niem. Adlergrund) na Bałtyku w latach 1884–1914 oraz 1922–1941. Ustawienie w tym miejscu latarniowców wiązało się z niepowodzeniami w oznaczaniu płycizn ławicy (do 5 m głębokości w najpłytszych miejscach) przy pomocy innych środków, np. pław.
Pierwszy z latarniowców został wybudowany z roku 1884 przez gdańską Stocznię Cesarską za 257 tys. marek. Był to dwumasztowy drewniany żaglowiec o długości 40 m, szerokości 6 m i zanurzeniu 3 m. Załogę stanowiło 6–8 osób. 21 sierpnia 1884 został zakotwiczony na 54°48′10″N 14°21′59″E/54,802778 14,366389, gdzie pełnił służbę do roku 1914, kiedy został wcielony do Kaiserliche Marine i rok później zezłomowany.
Kolejny latarniowiec pojawił się na Ławicy Orlej w roku 1922. Był to zwodowany w 1914 roku w szczecińskiej stoczni Nüscke & Co. AG stalowy statek o długości 47 m, szerokości 8 m i zanurzeniu 2,5 m. Początkowo ochrzczony jako Almirante Abbreu, miał być darem niemieckim dla Brazylii, jednak te plany pokrzyżował wybuch I wojny światowej. Drugi Adlergrund został ustawiony na pozycji 54°50′N 14°22′E/54,833333 14,366667, gdzie pozostawał (z wyjątkiem zim, kiedy zawijał do portu w Świnoujściu) do roku 1941. Wówczas również i on został włączony do floty Kriegsmarine i zatonął 3 maja 1945 na Zatoce Meklemburskiej po zbombardowaniu przez brytyjski bombowiec. W 1953 jego wrak został wydobyty i zezłomowany.
Wysokość: około 24 m z masztami
Wysokość światła: 12 m n.p.m.
Zasięg światła: 12 Mm (22,224 km)